# 詫間港
詫間港（たくまこう）は、香川県三豊市にある港湾。港湾管理者は香川県。地方港湾。また、香川県によって防災機能強化港に指定されている。

## 概要
詫間港は香川県西部、三豊市詫間町に位置し、荘内半島、粟島等によって囲まれた詫間湾、三野津湾にまたがる港である。
1670年（寛文10年）、丸亀藩京極家により塩田開発されたのが、歴史の始まりで以後、塩の積出港として栄えた。戦後に塩田業が衰退し始めると、1953年より港湾開発が行われ、塩田跡地や埋立地に鉄鋼や化学製品の工場が立地する臨海工業地域に転換された。1968年に外国船が初めて入港した後、1970年に香川県の地方港湾では初めて関税法による開港指定を受け、主に木材輸入を中心に西讃地区の国際貿易の中心となっている。1998年にコンテナターミナル開設。2006年、宮の下地区にボートパークが完成。

## 航路
- 粟島汽船
  - 詫間須田港 - 粟島 - 上新田 - 志々島 - 詫間宮の下港

## 交通アクセス
- 最寄鉄道駅　四国旅客鉄道詫間駅
- 最寄インターチェンジ　高松自動車道三豊鳥坂IC